# اندیس سنگ تزئینی ۳۷۸ ۰
سنگ تزئینی ۳۷۸۰ یک اندیس مصالح ساختمانی است که در حوالی شهر سعادت آباد استان فارس قرار دارد و مادهٔ معدنی موجود در آن، سنگ تزئینی است.  